# ファンドレイジング
ファンドレイジング（Fundraising）とは、民間非営利団体（Non-Profit Organizations：日本では公益法人、特定非営利活動法人、大学法人、社会福祉法人などを含む）が、活動のための資金を個人、法人、政府などから集める行為の総称。主に民間非営利組織の資金集め（営利組織でいう資金調達）について使われる用語であるが、投資家や民間企業に関連する資金集めに使われる場合もある。

## 概要
民間非営利団体が活動のために必要となる資金を得る方法は、企業と同様に、事業やサービスの提供、業務委託などによる収入（事業収入）もあるが、それ以外にも寄付、会費、助成金、補助金、借入金、預託金などによる収入も重要な財源である。
「ファンドレイジング」と言った場合、広義には民間非営利団体のこうした財源獲得の総称であるが、一般的には寄付、会費、助成金、補助金などの財源の獲得手段を指す。更に狭義には特に「寄付金」のみを対象としてファンドレイジングという場合もある。

## 情報源

### 個人献金者
高等教育の寄付者層（しばしば「ドナー・ファイル」または単に「有権者」と呼ばれる）には、卒業生、父兄、友人、民間財団、企業が含まれる。感謝される財産の贈与は、そのような努力の重要な要素である。なぜなら、贈与者に提供される税制上の優遇措置が、より大規模な財産の贈与を促すからである。感謝される資産を得るプロセスは、計画寄付と呼ばれる。
多くの慈善団体や非営利団体が、資金調達の手段としてインターネットを利用するようになっている。さらに、クラウドファンディングは、特定の小さな機会に対する少額の寄付で寄付者を集める手法としても使われ始めている。

### 政府機関、財団、企業からの助成金
非営利団体もまた、助成金の獲得を目指して資金を調達している。補助金は、すべての取引当事者の利益のために、政府機関や民間財団／慈善財団が非営利団体に提供するものである。

### 販売とサービス
ファンドレイジングは多くの場合、寄付という形で行われるが、商品の販売を通じて資金を集めることもできる。売り上げの一部が特定の慈善団体に寄付されるという謳い文句の衝動売りへのリンクをネット上でよく見かける。税法では、品物の価値と贈与の価値を区別する必要がある場合がある。例えば、一人当たり10000円の夕食を25ドルで提供する場合などである。

### 遺言
遺贈とは、贈与者が死亡したときに執行される遺言に書かれた贈与のことである。これらの贈与は、遺言自体に指定することも、本遺言が検認された後に付言事項として追加することもできます。

## ファンドレイジングへの関心の高まり
特定非営利活動促進法の制定や公益法人改革などもあり、民間非営利活動が活発化し、社会の関心も高まってきている。しかし、多くの団体が社会的課題の解決に重要な役割を果たしてきている反面、活動資金確保に苦労している団体も多い。これは、多くの場合、民間非営利団体の提供するサービス等を利用する受益者が支援対象者であり、その対象者から対価を得にくいことがあるため（例：難民支援をする際に難民から対価を得ることは難しい）や、政策提言など、社会的に重要であるが、その行為そのものに対価性が無い場合があるためである。
そのため、近年、より質の高い事業を行い、社会的課題を効果的に解決するためには、活動資金の積極的な確保が必要であるとの認識が広まり、戦略的なファンドレイジングに取り組む民間非営利団体が増えてきている。
認定ファンドレイザーという資格制度もある。

## ファンドレイジングの様々な手法
- 街頭募金や募金箱
- 会員（会費）
- マンスリーサポーター（月々の引き落としによる寄付）
- オンライン・サイトを通じた寄付（JustGiving、Give Oneなど）
- 相続による寄付
- 未投函の書き損じ葉書などの物品寄付
- クレジットカードなどのポイント寄付
- アフィリエイトなどの広告収入寄付
- 商品の売り上げの一部の寄付（コーズマーケティング）
- チャリティ・イベントを通じた寄付
- 助成金
- 補助金
- 疑似私募債